# Samuił (gmina)
Samuił (bułg. Община Самуил)  − gmina w północno-wschodniej Bułgarii, w obwodzie Razgrad.

## Miejscowości
Miejscowości wchodzące w skład gminy Samuił:
- Bogdanci (bułg.: Богданци),
- Bogomiłci (bułg.: Богомилци),
- Chuma (bułg.: Хума),
- Chyrsowo (bułg.: Хърсово),
- Goljam Izwor (bułg.: Голям извор),
- Golama woda (bułg.: Голяма вода),
- Kara Michał (bułg.: Кара Михал),
- Kriwica (bułg.: Кривица),
- Nożarowo (bułg.: Ножарово),
- Pczelina (bułg.: Пчелина),
- Samuił (bułg.: Самуил) − siedziba gminy,
- Władimirowci (bułg.: Владимировци),
- Zdrawec (bułg.: Здравец),
- Żelazkowec (bułg.: Желязковец).